# 담양수북중학교
담양수북중학교(潭陽水北中學校)는 대한민국 전라남도 담양군 수북면 수북리에 있는 공립 중학교이다.

## 학교 연혁
- 1971년 2월 10일 : 담양수북중학교 설립인가
- 1972년 3월 2일 : 초대 조해라 교장 취임
- 1972년 3월 9일 : 개교 및 입학식(3학급 172명)
- 2023년 9월 1일 : 제21대 이영숙 교장 부임
- 2025년 1월 9일 : 제51회 졸업 30명(총 졸업생 수 5,579명)
- 2025년 3월 4일 : 신입생 46명 입학

## 참고 자료
- 담양수북중학교 - 한국교육학술정보원 학교알리미